# Altay SK
Altay SK, Altay Spor Kulübü, är en turkisk fotbollsklubb, som grundades 16 januari 1914 i Izmir. Altays tränare heter Fatih Erkan Roşan.
Klubben har kommit trea tre gånger i Süper Lig och vunnit turkiska cupen, Türkiye Kupası, två gånger.

## Placering senaste säsonger
| Säsong  | Nivå | Liga      | Placering | Referens | Notering                  |
| ------- | ---- | --------- | --------- | -------- | ------------------------- |
| 2018/19 | 2    | TFF 1.Lig | 10        | [ 2 ]    |                           |
| 2019/20 | 2    | TFF 1.Lig | 7         | [ 3 ]    |                           |
| 2020/21 | 2    | TFF 1.Lig | 5         | [ 4 ]    | Uppflyttad till Süper Lig |
| 2021/22 | 1    | Süper Lig | 18        | [ 5 ]    |                           |
| 2022/23 | 2    | TFF 1.Lig | 12        | [ 6 ]    |                           |